# Filatov & Karas
Filatov & Karas — российский музыкальный проект, известный своими композициями в стиле дип-хаус и ремиксами.

## История
Дмитрий Филатов и Алексей Осокин объединились в 2012 году. До объединения каждый из них имел более, чем десятилетнюю сольную карьеру.
Работали вместе под псевдонимами Sound Fiction, Филатов и Соловьёв, Raduga, Te5la и Man-Ro.
В 2012 году создали группу под названием «Red Ninjas», однако после двух лет работы проект не возымел успеха.
Filatov & Karas начали записывать ремиксы на музыку поп-исполнителей.
Широкую известность принес ремикс на композицию Имани «The Good, The Bad и Crazy», возглавив чарт российского iTunes и получив ротации на радио. Также он вошел в список 20 самых продаваемых песен в российском iTunes за 2015 год.
В 2018 году базируются в Москве.
В отдельных песнях можно услышать вокал Алиды Асилгареевой («Остаться с тобой»), Светланы Афанасьевой («Возьми моё сердце»), Дарьи Победоносцевой («What a Feeling»), Евгения Попова («Мимо меня»), Лигалайз («Будущие Мамы»), Burito («Возьми моё сердце»), Ильи Лагутенко («Море гудбай»), Masha («Лирика»).

### Дмитрий Филатов
Музыкальную карьеру начал в 1998 году.
С 2004 по 2006 год состоял в музыкальном проекте Sound Fiction.
В 2006 году стал резидентом лейбла Solaris Recordings (Великобритания).
С 22 ноября 2005 года работал автором и ведущим радио шоу «Динамика» на Мегаполис 89.5 FM.
В январе 2007 года награждён премией Russian Dance Music Awards за создание лучшего клубного трека 2006 года под названием «Утром я солнце».
C 2009 по 2014 год авторское радио шоу «Динамика» транслировалось на радио DFM.

### Алексей Осокин
Создавал официальные ремиксы для Филиппа Киркорова, Аллы Пугачевой, групп «Мумий Тролль» и «Ногу свело!».
Во время работы в проекте Man-Ro авторский трек «Bambarbia» был издан на лейбле Hit! Records (Франция).
В 2006 году во время работы в проекте Raduga было сделано 15 официальных ремиксов на иностранных и отечественных исполнителей.
В 2007 году был ведущим радиошоу «DanceПлощадка» на радио ЮFM.
В 2012 году был резидентом радио DFM и хедлайнером фестиваля «Станция 2012».

## Достижения
- 2015 — ремикс на Имани «The Good, The Bad и Crazy» попадает на 1 место российского iTunes 8-го[12] и 15 февраля[13].
- 2015 — ремикс на Имани «Don’t Be So Shy» попадает на 1 место российского iTunes 20-го[14] и 27 сентября[15].
- 2015 — ремикс на Имани «The Good, The Bad и Crazy» попадает на 4 место в «Итоговый ЕвроХит Топ 40 2015» на радио Европа Плюс[16].
- 2016 — ремикс на Имани «Don’t Be So Shy» попадает на 7 место в «Top 10 Shazams nationwide»[17].
- 2024 — Премия Муз-ТВ 2024 - победа в номинации «Лучшее танцевальное видео».